# 제키 샤문
제키 샤문(아랍어: جاكي شمعون, 프랑스어: Jackie Chamoun, 1991년 10월 21일 ~ )은 레바논의 여자 알파인스키 선수이다. 그녀는 2010년 동계 올림픽 레바논 선수단에 참가했고 2010년 동계 올림픽 알파인스키 여자 회전에 출전하여 54위를 기록하였다.
2014년 동계 올림픽에도 레바논 대표팀으로 참가하여 알파인스키 회전과 대회전에 출전할 예정이다.
제키 샤문은 2011년에 상반신 (스키로 가슴을 가림) 과 엉덩이 일부가 노출된 파격적인 모습을 담은 파격적인 캘린더 화보가 유출되면서 레바논 정부에게 처벌을 당할 위기에 처했다. 네티즌들은 SNS를 통하여 그녀를 지지하고 있다.